# Marie Larisch von Moennich
Marie Larisch von Moennich, född 24 februari 1858, död 4 juli 1940, var en österrikisk grevinna och memoarförfattare. Hon är känd för sina memoarer, som bland annat beskriver hennes agerande i samband med Mayerlingdramat.